# Mario Forte
Mario Forte (ur. 22 września 1936 w Neapolu, zm. 11 sierpnia 2025 tamże) – włoski polityk, samorządowiec i prawnik, w 1984 burmistrz Neapolu, poseł do Parlamentu Europejskiego III kadencji.

## Życiorys
Jego brat Bruno Forte został duchownym katolickim i arcybiskupem Chieti-Vasto. Mario Forte ukończył studia prawnicze, był następnie wykładowcą na Uniwersytecie w Neapolu. Wstąpił do Chrześcijańskiej Demokracji. Zasiadał w neapolitańskiej radzie miejskiej i w radzie regionu Kampania. Od 6 sierpnia do 28 listopada 1984 sprawował funkcję burmistrza Neapolu (z poparciem wielkiej koalicji, tzw. pentapartite).
W 1989 uzyskał mandat posła do Parlamentu Europejskiego. Przystąpił do grupy Europejskiej Partii Ludowej, od 1992 do 1994 pozostawał członkiem jej prezydium. Został członkiem m.in. Komisji Budżetowej oraz Komisji ds. Zagranicznych i Bezpieczeństwa. Po zakończeniu kariery politycznej opublikował kilka książek, w tym wspomnieniowe i poświęcone postaci Jana Pawła II. Został profesorem nadzwyczajnym na kościelnej uczelni Pontificia facoltà teologica dell'Italia meridionale, gdzie prowadził kurs polityki europejskiej. Publikował w „Napoli Notte” i „Sud Europa”.
Kawaler Orderu Zasługi Republiki Włoskiej (1993).